# Pseudanthias

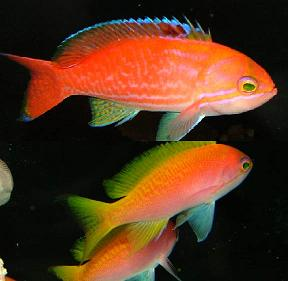
Pseudanthias bimaculatus.

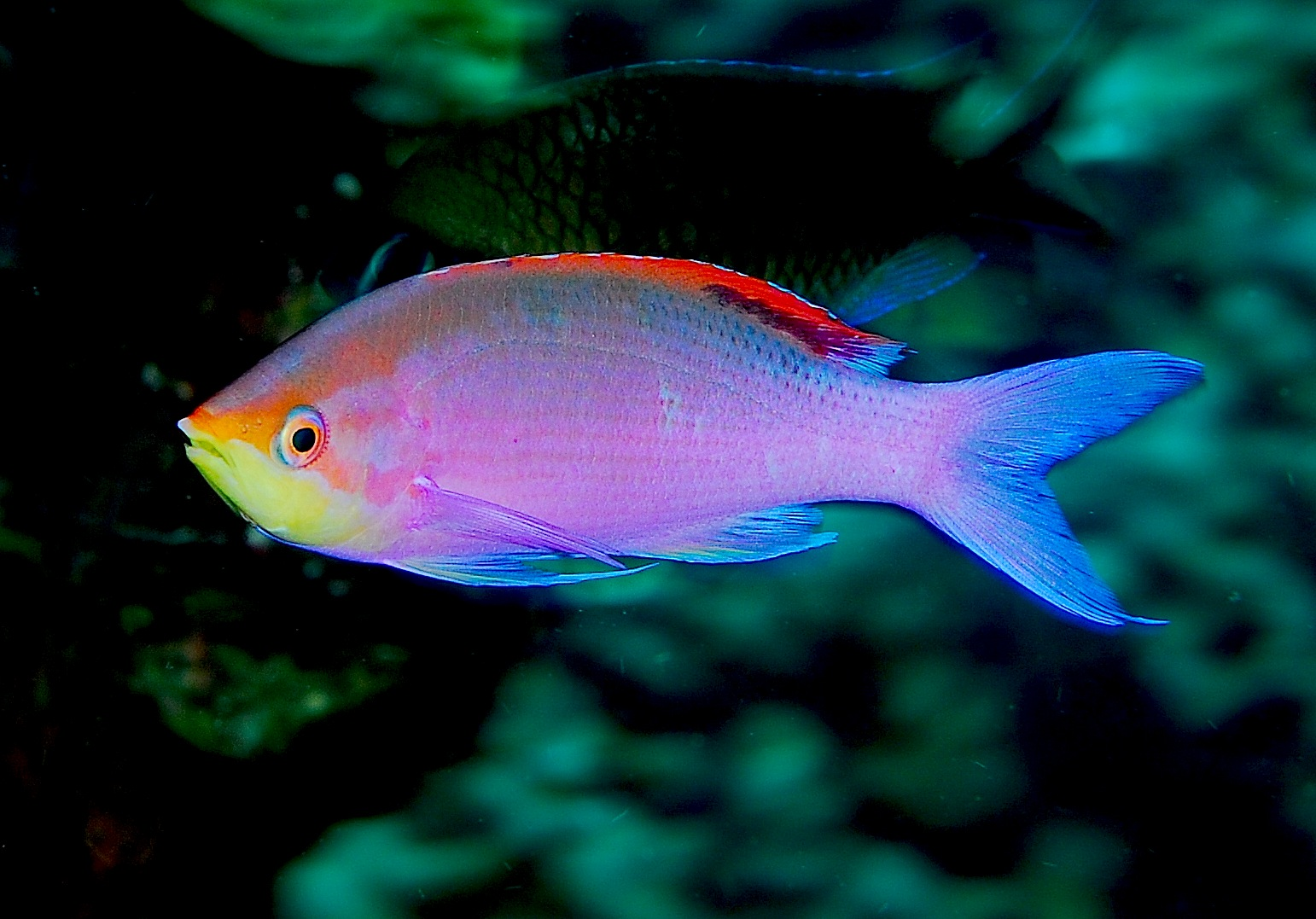
Pseudanthias tuka.

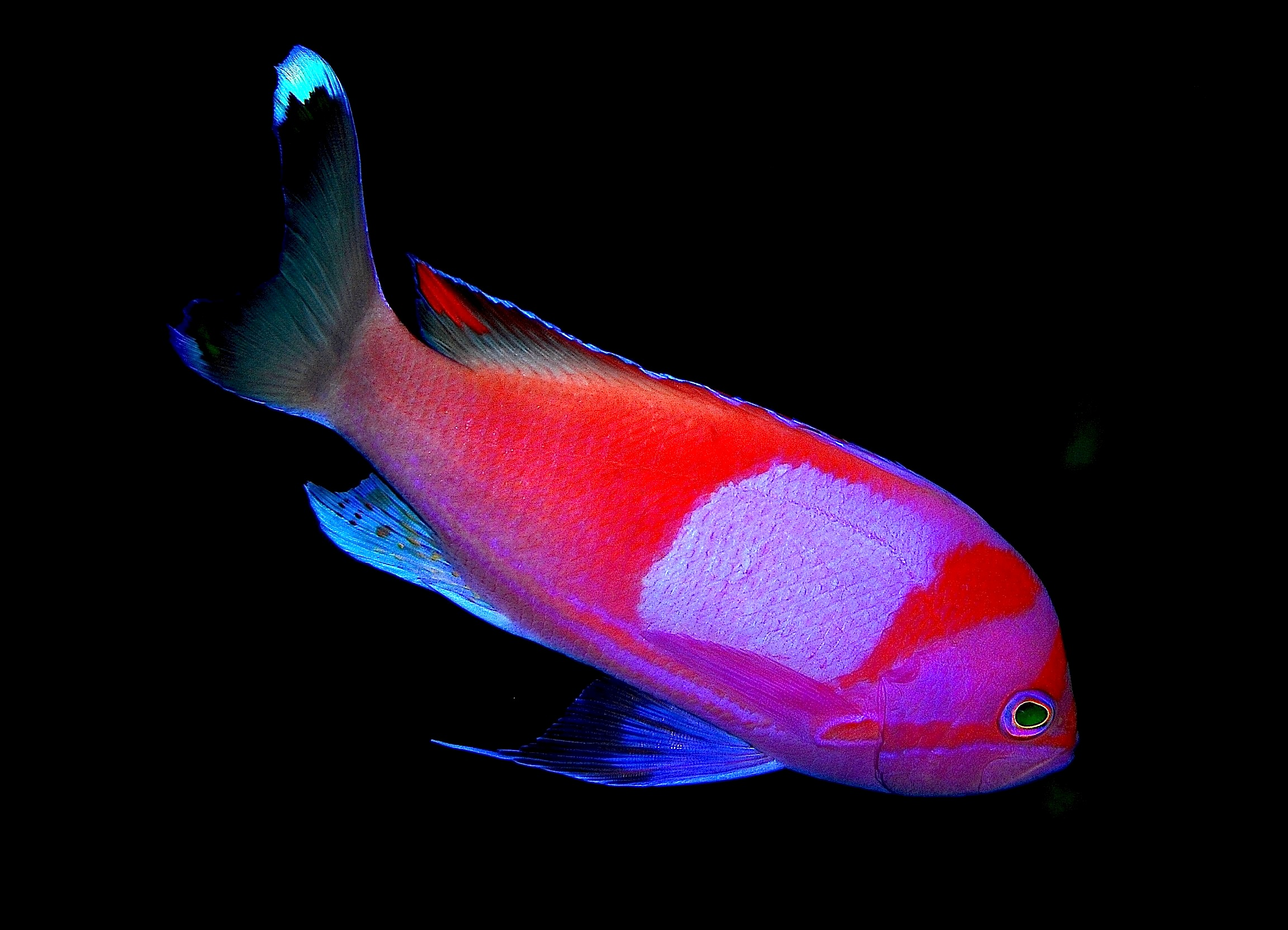
Pseudanthias pleurotaenia.

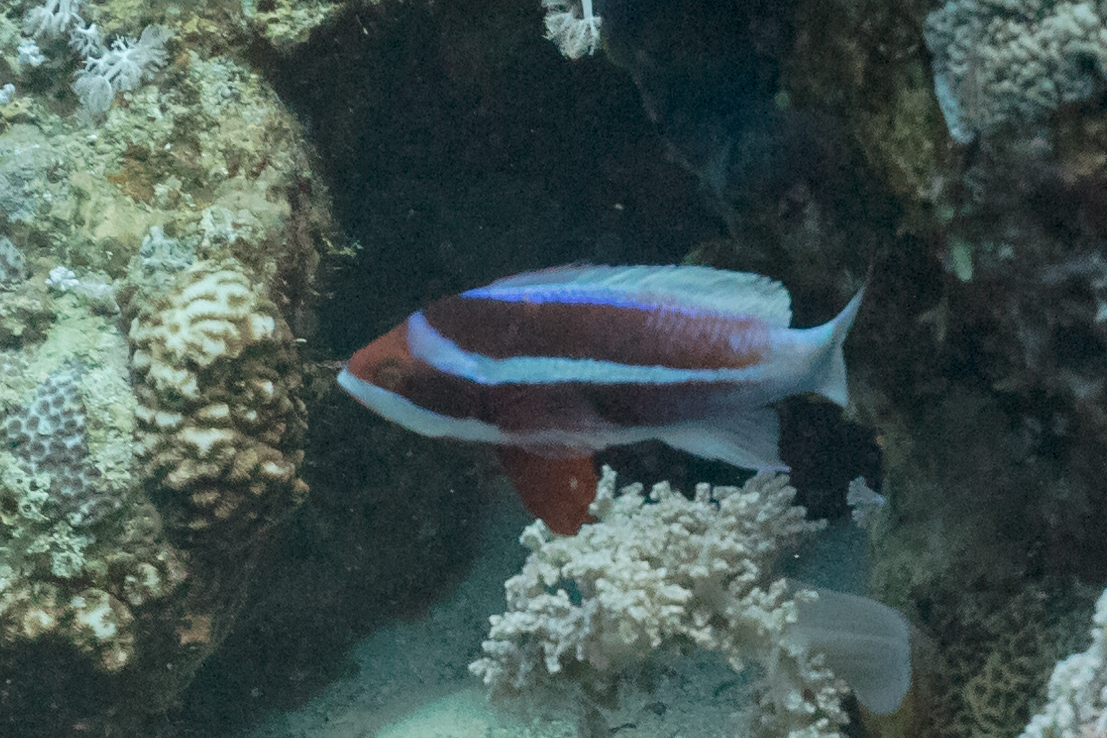
Antias del mar rojo (Pseudanthias taeniatus), mar Rojo.

Pseudanthias es un género de peces de la familia Serranidae y de la orden de los Perciformes.

## Especies
- Pseudanthias albofasciatus (Fowler & Bean, 1930)
- Pseudanthias aurulentus (Randall & McCosker, 1982)
- Pseudanthias bartlettorum (Randall & Lubbock, 1981)
- Pseudanthias bicolor (Randall, 1979)
- Pseudanthias bimaculatus (Smith, 1955)
- Pseudanthias caesiopercula (Whitley, 1951)
- Pseudanthias calloura Ida & Sakaue, 2001
- Pseudanthias carlsoni Randall & Pyle 2001
- Pseudanthias caudalis  Kamohara & Katayama 1959
- Pseudanthias charleneae Allen & Erdmann, 2008
- Pseudanthias cichlops (Bleeker, 1853)
- Pseudanthias connelli (Heemstra & Randall, 1986)
- Pseudanthias conspicuus (Heemstra, 1973)
- Pseudanthias cooperi (Regan, 1902)
- Pseudanthias dispar (Herre, 1955)
- Pseudanthias elongatus (Franz, 1910)
- Pseudanthias engelhardi (Allen & Starck, 1982)
- Pseudanthias evansi (Smith, 1954)
- Pseudanthias fasciatus (Kamohara, 1954)
- Pseudanthias flavicauda Randall & Pyle 2001
- Pseudanthias flavoguttatus (Katayama & Masuda, 1980)
- Pseudanthias fucinus (Randall & Ralston, 1985)
- Pseudanthias georgei (Allen, 1976)
- Pseudanthias heemstrai Schuhmacher, Krupp & Randall, 1989
- Pseudanthias hiva Randall & Pyle, 2001
- Pseudanthias huchtii (Bleeker, 1857)
- Pseudanthias hutomoi (Allen & Burhanuddin, 1976)
- Pseudanthias hypselosoma Bleeker, 1878
- Pseudanthias ignitus (Randall & Lubbock, 1981)
- Pseudanthias kashiwae, (Tanaka, 1918)
- Pseudanthias leucozonus (Katayama & Masuda, 1982)
- Pseudanthias lori (Lubbock & Randall, 1976)
- Pseudanthias lunulatus (Kotthaus, 1973)
- Pseudanthias luzonensis (Katayama & Masuda, 1983)
- Pseudanthias manadensis (Bleeker, 1856)
- Pseudanthias marcia Randall & Hoover, 1993
- Pseudanthias mooreanus (Herre, 1935)
- Pseudanthias nobilis (Franz, 1910)
- Pseudanthias olivaceus (Randall & McCosker, 1982)
- Pseudanthias parvirostris (Randall & Lubbock, 1981)
- Pseudanthias pascalus (Jordan & Tanaka, 1927)
- Pseudanthias pictilis (Randall & Allen, 1978)
- Pseudanthias pleurotaenia (Bleeker, 1857)
- Pseudanthias privitera Randall & Pyle, 2001
- Pseudanthias pulcherrimus (Heemstra & Randall, 1986)
- Pseudanthias randalli (Lubbock & Allen, 1978)
- Pseudanthias regalis (Randall & Lubbock, 1981)
- Pseudanthias rubrizonatus (Randall, 1983)
- Pseudanthias rubrolineatus (Fourmanoir & Rivaton, 1979)
- Pseudanthias sheni Randall & Allen, 1989
- Pseudanthias smithvanizi (Randall & Lubbock, 1981)
- Pseudanthias squamipinnis, (Peters, 1855)
- Pseudanthias taeniatus (Klunzinger, 1884)
- Pseudanthias taira Schmidt, 1931
- Pseudanthias thompsoni (Fowler, 1923)
- Pseudanthias townsendi (Boulenger, 1897)
- Pseudanthias truncatus (Katayama & Masuda, 1983)
- Pseudanthias tuka (Herre & Montalban, 1927)
- Pseudanthias venator Snyder, 1911
- Pseudanthias ventralis
- Pseudanthias ventralis hawaiiensis (Randall, 1979)
- Pseudanthias ventralis ventralis (Randall, 1979)
- Pseudanthias xanthomaculatus (Fourmanoir & Rivaton, 1979)